# Zzrrrrôôô
Zzrrrrôôô is het debuutalbum van de Belgische zanger Jan De Wilde uit 1970.

## Tracklist
1. Ik kan het, ma
2. Hein en het meisje
3. De boeman
4. W.H. Winsel
5. M'n Tant' Odile
6. Joke
7. Hier komt Jan De Wilde
8. Hoekje
9. Het gevecht met het engel
10. Loebeke
11. Slaapliedje (10u waarborg)
12. Jan De Wildes 1723ste droom

## Meewerkende muzikanten
- Producer:
  - Frans Leven
  - Paul Leponce (Techniek / opname)
- Muzikanten:
  - Jan De Wilde (gitaar, zang)
  - Guido Van Hellemont (gitaar, zang)
  - Luk Marynissen (percussie)
  - Wim Bulens (basgitaar)